# Jōji Hashiguchi
Jōji Hashiguchi (橋口 譲二, Hashiguchi Jōji, né en 1949) est un photographe japonais.
Il reçoit le prix « photographe japonais » de l'édition 1992 du prix Higashikawa.